# نابليون جوزيف شارل بول بونابارت
نابليون جوزيف شارل بول بونابرت (بالفرنسية: Napoléon Joseph Charles Paul Bonaparte)‏ أمير فرنسي و كونت ميودون و كونت شخصي لمونكالييري، ثالث أمير مونتفورت (يعرف باسم الأمير نابليون) (9 سبتمبر 1822 - 17 مارس 1891) الابن الثاني لجيروم بونابرت ملك وستفاليا و زوجته كاثرين أميرة فورتمبرغ. اكتسب لنفسه شعبية باستغلال قرابته من نابليون الأول. بعد الثورة الفرنسية عام 1848 انتخب للجمعية الوطنية ممثلاً لكورسيكا.

## الأوسمة والتشريفات
- نيشان البيت الحسيني (تونس).

## روابط خارجية
- نابليون جوزيف شارل بول بونابارت على موقع الموسوعة البريطانية (الإنجليزية)